# روزنرجواتوم
روزنرجواتوم (بالروسية: Росэнергоатом)‏ هي شركة عمليات محطة الطاقة النووية الروسية التابعة لشركة أتومينيرغوبروم.

## الملكية والتكوين
تأسست الشركة في 7 سبتمبر 1992 بموجب المرسوم الرئاسي رقم 1055: " بشأن تنظيم تشغيل محطات الطاقة النووية في الاتحاد الروسي ". وفقًا للمرسوم الصادر في 8 سبتمبر 2001، تم دمج جميع محطات الطاقة النووية المدنية الروسية بالإضافة إلى جميع الشركات الداعمة في شركة روزنرجواتوم. في 19 يناير 2007، اعتمد البرلمان الروسي القانون "المتعلق بخصائص الإدارة والتصرف في ممتلكات وأسهم المنظمات التي تستخدم الطاقة النووية والتغييرات ذات الصلة في بعض القوانين التشريعية للاتحاد الروسي"، والذي أنشأ شركة أتومينرجوبروم - وهي شركة قابضة لـ كل الصناعة النووية المدنية الروسية؛ بما في ذلك شركة روزنرجواتوم، وشركة إنتاج وتوريد الوقود النووي "شركة تفيل" ، وتاجر اليورانيوم "تخسينام إكسبورت(تنكس)"، وشركة إنشاء المنشآت النووية "اتومستروي اكسبورت" .
في أغسطس 2008، تمت إعادة تنظيم شركة روزنرجواتوم لتصبح شركة مساهمة مفتوحة وتم تغيير اسمها إلى إنرجواتوم. تم نقل جميع أسهم الشركة إلى شركة أتومينيرغوبروم بنهاية عام 2008. في عام 2009 أعيد الاسم القديم.

## أنظر أيضاً
- سياسة الطاقة في روسيا
- الطاقة النووية في روسيا
- روساتوم